# Sikory Ostrokolskie
Sikory Ostrokolskie (niem. Schikorren, 1938–1945 Kiefernheide) – osada w Polsce położona w województwie warmińsko-mazurskim, w powiecie ełckim, w gminie Ełk.
W latach 1975–1998 miejscowość administracyjnie należała do województwa suwalskiego.